# La Grenouille qui se veut faire aussi grosse que le bœuf
Pour les articles homonymes, voir La Grenouille qui se veut faire aussi grosse que le bœuf (homonymie).
La Grenouille qui se veut faire aussi grosse que le bœuf est la troisième fable du Livre I des Fables de La Fontaine situé dans le premier recueil des Fables de La Fontaine, édité pour la première fois en 1668.
La fable raille ceux qui veulent se donner l’apparence d’une qualité qu’ils n’ont pas.
À la fin du XIXe siècle et au début du XXe siècle, à la suite de l'analyse marxiste de la société, des auteurs[Qui ?] ont émis l'idée que la fable était une image véhiculant une idée politique conservatrice, selon laquelle le Bourgeois (« la Grenouille »), quoi qu'il puisse dire, quoi qu'il puisse faire, même avec tout son argent et sa bonne volonté, ne parviendra jamais à sortir de sa classe sociale et à égaler le Noble (« le Bœuf ») ; tout au plus risquera-t-il le ridicule et la perte de sa renommée.   
La fable véhiculerait le message selon lequel on doit se contenter d'être celui qu'on est, sans chercher à changer de statut social (message analogue à celui de la pièce de Molière, Le Bourgeois gentilhomme).

## Texte de la fable
LA GRENOUILLE QUI SE VEUT FAIRE AUSSI GROSSE QUE LE BŒUF
[Phèdre, + Horace]
Une grenouille vit un Bœuf

Qui lui sembla de belle taille.

Elle qui n'était pas grosse en tout comme un œuf,

Envieuse s'étend, et s'enfle, et se travaille

Pour égaler l'animal en grosseur,

Disant : « Regardez bien, ma sœur,

Est-ce assez ? dites-moi : n'y suis-je point encore ?

— Nenni. — M'y voici donc ? — Point du tout. — M'y voilà ?

— Vous n'en approchez point. » La chétive pécore

S'enfla si bien qu'elle creva.

Le monde est plein de gens qui ne sont pas plus sages :

Tout Bourgeois veut bâtir comme les grands Seigneurs,

Tout petit Prince a des Ambassadeurs,

Tout Marquis veut avoir des Pages.
— Jean de La Fontaine, Fables de La Fontaine, La Grenouille qui se veut faire aussi grosse que le bœuf

## Illustrations

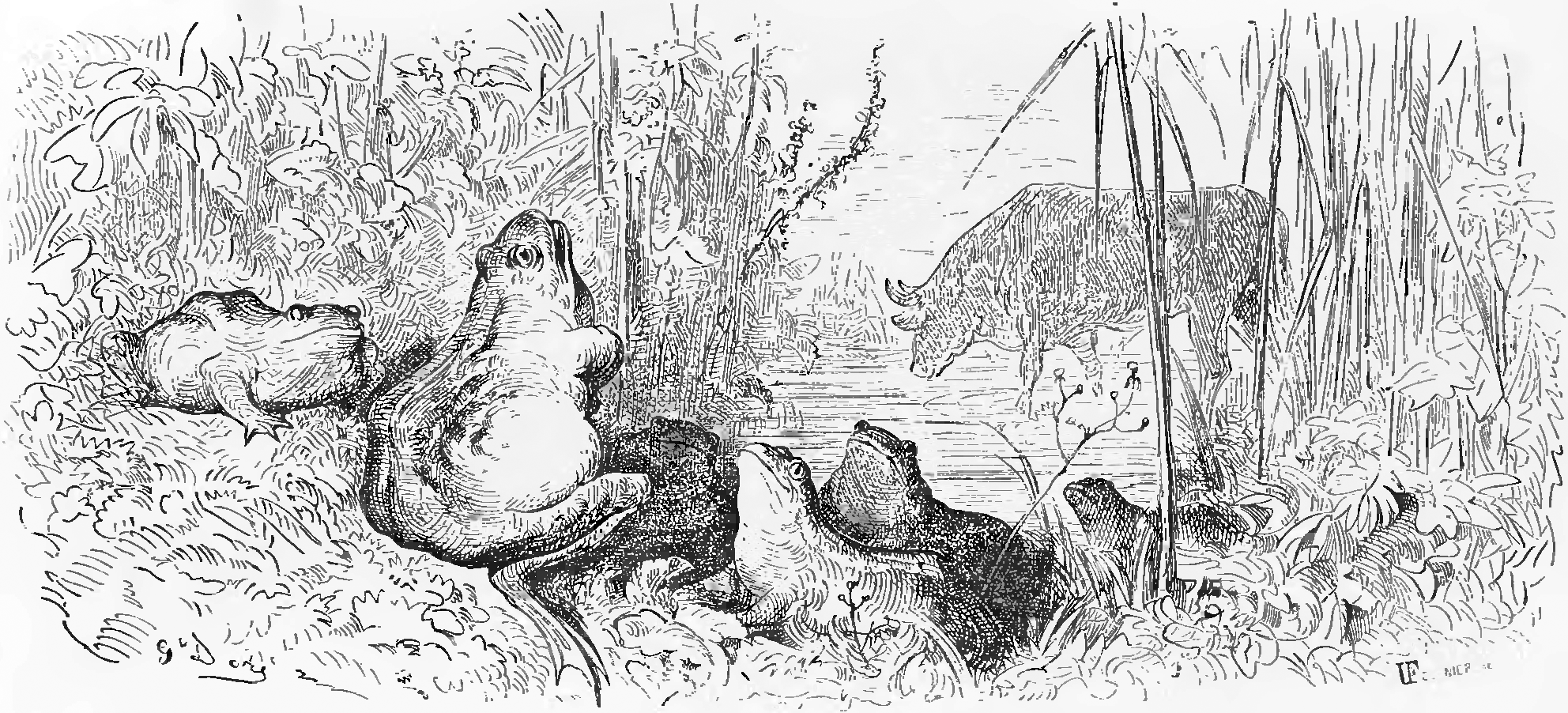
Illustration de Gustave Doré (1876).Illustration de J.J. Grandville (1838)
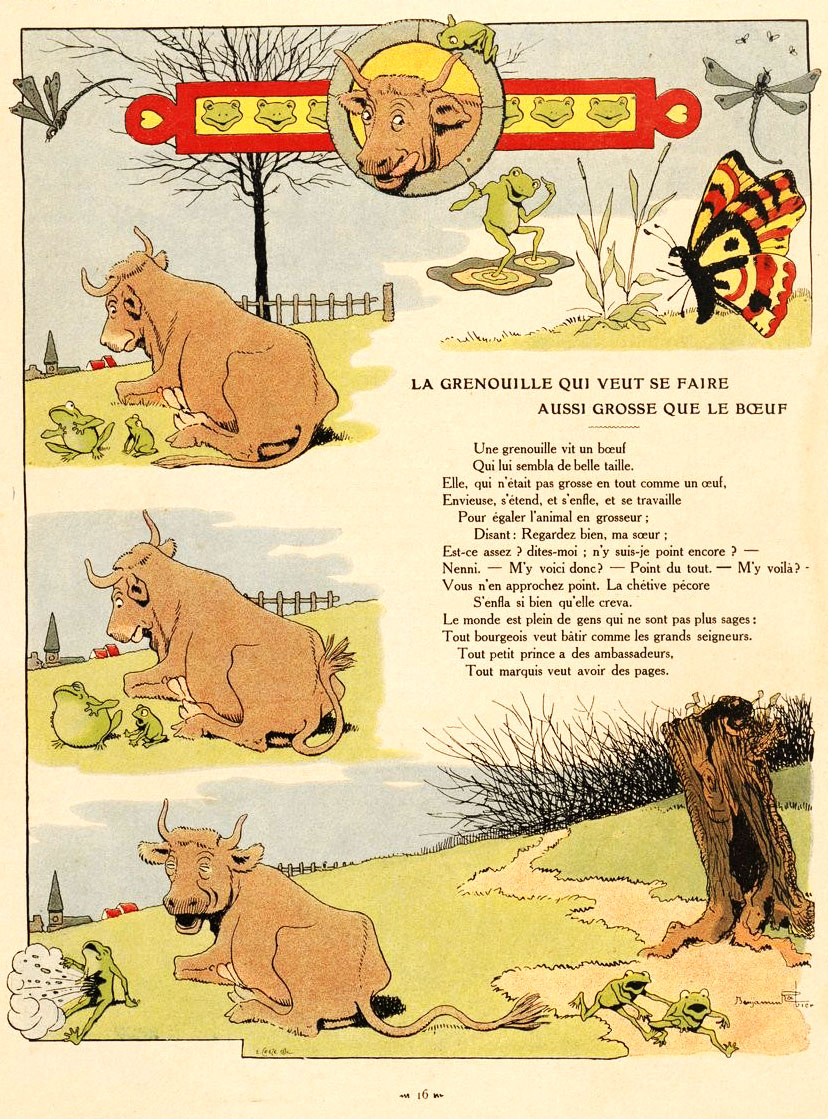
Illustration de Benjamin Rabier (1906).
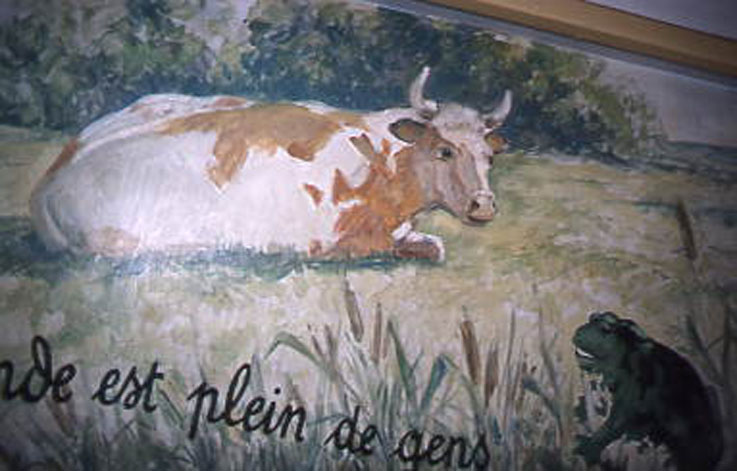
Peinture murale du groupe scolaire Jules Ferry à Conflans-Sainte-Honorine réalisée en 1936 par un peintre inconnu.
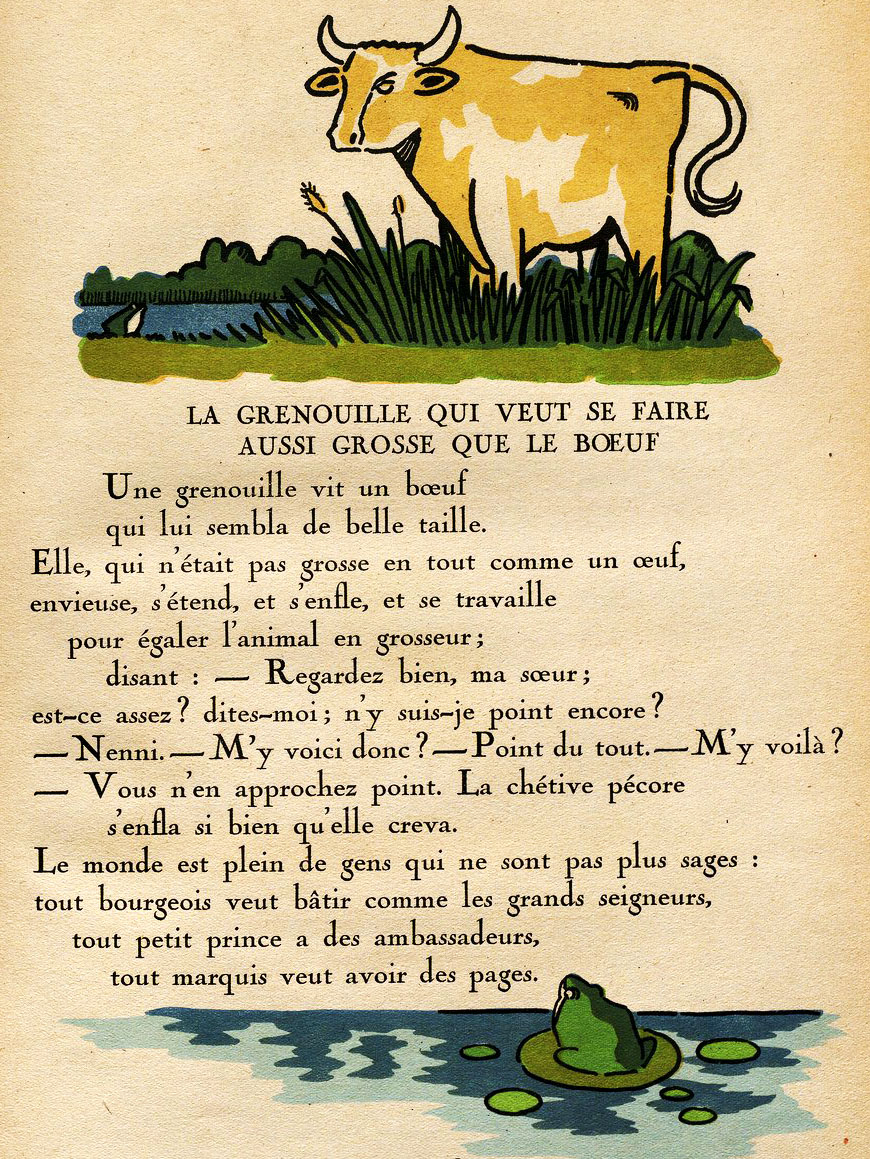
Illustration d'André Hellé (1946).

## Éditions
- Les Fables de La Fontaine, Paris, Louis Hachette, 1868, dessin de Gustave Doré (1832-1883), gravé par Louis Édouard Fournier (1857-1917).

## Mise en musique
- Charles Lecocq (1885)
- Marcelle de Manziarly (1935)